# 2011년 센트럴 리그 클라이맥스 시리즈
2011년 센트럴 리그 클라이맥스 시리즈(일본어: 2011年のセントラル・リーグクライマックスシリーズ, 영어: 2011 Central League Climax Series)는 2011년 10월부터 11월 사이에 개최된 일본 프로 야구 센트럴 리그의 클라이맥스 시리즈 경기이며, 이 경기에서의 경기 결과와 성적에 대해 설명한다.

## 개요
클라이맥스 시리즈는 일본 시리즈의 출전권을 내건 플레이오프 토너먼트이다.
동일본 대지진의 영향으로 정규 시즌 개막이 늦었기 때문에 당초의 예정일부터 개최 날짜가 변경됐다. 그 해에는 처음으로 퍼스트 스테이지가 도쿄 야쿠르트 스왈로스의 홈구장인 메이지 진구 야구장에서 개최됐고 금년도 정규 시즌에 실시했던 절전을 위한 ‘3시간 30분이 경과된 후 새로운 이닝에 들어가지 않는다’라는 규정은 시행되지 않았다.

### 퍼스트 스테이지
2011년도 정규 시즌 2위 팀인 도쿄 야쿠르트 스왈로스와 3위 팀 요미우리 자이언츠와의 3전 2선승제로 치렀고, 승리팀인 야쿠르트는 파이널 스테이지에 진출했다.
- 일시 : 10월 29일부터 10월 31일(11월 1일)
  - 예비일 : 11월 1일(1일까지 모든 경기를 소화할 수 없는 경우에는 중단됨)
- 구장 : 메이지 진구 야구장

### 파이널 스테이지
2011년도 정규 시즌 1위 팀인 주니치 드래건스(어드밴티지 1승이 미리 주어진다)와 퍼스트 스테이지 승리팀인 도쿄 야쿠르트 스왈로스와의 6전 4선승제로 치렀고, 승리팀인 주니치는 일본 시리즈의 출전권을 얻었다.
- 일시 : 11월 2일부터 11월 7일(9일까지 모든 경기를 소화할 수 없는 경우에는 중단됨)
- 구장 : 나고야 돔

## 클라이맥스 시리즈 참가 팀 및 감독
| 팀 순위       | 소속                   | 감독              | 정규시즌 성적  |
| ------------- | ---------------------- | ----------------- | -------------- |
| 정규 리그 1위 | 주니치 드래건스        | 오치아이 히로미쓰 | 75승 10무 59패 |
| 정규 리그 2위 | 도쿄 야쿠르트 스왈로스 | 오가와 준지       | 70승 15무 59패 |
| 정규 리그 3위 | 요미우리 자이언츠      | 하라 다쓰노리     | 71승 11무 62패 |

### 대진표
|  | 퍼스트 스테이지(준결승) | 퍼스트 스테이지(준결승) |                                  |        | 파이널 스테이지(결승) | 파이널 스테이지(결승) |
|  |                         |                         |                                  |        |                       |                       |
|  |                         |                         |                                  |        |                       |                       |
|  |                         |                         |                                  |        |                       |                       |
|  |                         |                         |                                  |        |                       |                       |
|  |                         |                         | (6전 4선승제) 나고야 돔          |        |                       |                       |
|  |                         |                         |                                  |        |                       |                       |
|  | 주니치                  | ☆○●●○○                  |                                  |        |                       |                       |
|  | 주니치                  | ☆○●●○○                  | (3전 2선승제) 메이지 진구 야구장 |        |                       |                       |
|  |                         |                         | 야쿠르트                         | ★●○○●● |                       |                       |
|  | 야쿠르트                | ○●○                     | 야쿠르트                         | ★●○○●● |                       |                       |
|  | 야쿠르트                | ○●○                     |                                  |        |                       |                       |
|  | 요미우리                | ●○●                     |                                  |        |                       |                       |
|  | 요미우리                | ●○●                     |                                  |        |                       |                       |
|  |                         |                         |                                  |        |                       |                       |
|  |                         |                         |                                  |        |                       |                       |
|  |                         |                         |                                  |        |                       |                       |
|  |                         |                         |                                  |        |                       |                       |

- ☆·★ = 파이널 스테이지 어드밴티지 부여에 따라 우선 승패를 나눠 가져감.

## 경기 일정

### 퍼스트 스테이지
- 1차전 : 10월 29일
- 2차전 : 10월 30일
- 3차전 : 10월 31일

### 파이널 스테이지
- 1차전 : 11월 2일
- 2차전 : 11월 3일
- 3차전 : 11월 4일
- 4차전 : 11월 5일
- 5차전 : 11월 6일

## 경기 결과

### 퍼스트 스테이지

#### 경기 기록
| 일시                           | 경기  | 원정팀(선공)      | 스코어 | 홈팀(후공)             | 개최 구장          |
| ------------------------------ | ----- | ----------------- | ------ | ---------------------- | ------------------ |
| 10월 29일(토)                  | 1차전 | 요미우리 자이언츠 | 2 - 3  | 도쿄 야쿠르트 스왈로스 | 메이지 진구 야구장 |
| 10월 30일(일)                  | 2차전 | 요미우리 자이언츠 | 6 - 2  | 도쿄 야쿠르트 스왈로스 | 메이지 진구 야구장 |
| 10월 31일(월)                  | 3차전 | 요미우리 자이언츠 | 1 - 3  | 도쿄 야쿠르트 스왈로스 | 메이지 진구 야구장 |
| 승리팀: 도쿄 야쿠르트 스왈로스 |       |                   |        |                        |                    |

#### 1차전
- 10월 29일 - 메이지 진구 야구장

| 팀 | 1 | 2 | 3 | 4 | 5 | 6 | 7 | 8 | 9 | R | H | E |
| 요미우리 | 0 | 0 | 0 | 1 | 0 | 0 | 0 | 0 | 1 | 2 | 8 | 1 |
| 야쿠르트 | 0 | 0 | 0 | 0 | 1 | 2 | 0 | 0 | X | 3 | 8 | 0 |
| 승리 투수: 무라나카 교헤이(1-0) 패전 투수: 다카기 야스나리(0-1) 세이브: 임창용(1S) 홈런: 요미우리 – 오무라 사부로(9회 1점) |   |   |   |   |   |   |   |   |   |   |   |   |

#### 2차전
- 10월 30일 - 메이지 진구 야구장

| 팀 | 1 | 2 | 3 | 4 | 5 | 6 | 7 | 8 | 9 | R | H | E |
| 요미우리                                                                                                | 0 | 0 | 0 | 1 | 1 | 0 | 0 | 0 | 4 | 6 | 9 | 0 |
| 야쿠르트                                                                                                | 0 | 0 | 0 | 0 | 1 | 0 | 0 | 0 | 1 | 2 | 7 | 0 |
| 승리 투수: 우쓰미 데쓰야(1-0) 패전 투수: 이시카와 마사노리(0-1) 홈런: 요미우리 – 아베 신노스케(4회 1점) |   |   |   |   |   |   |   |   |   |   |   |   |

#### 3차전
- 10월 31일 - 메이지 진구 야구장

| 팀 | 1 | 2 | 3 | 4 | 5 | 6 | 7 | 8 | 9 | R | H | E |
| 요미우리 | 0 | 0 | 0 | 0 | 0 | 0 | 0 | 0 | 1 | 1 | 6 | 2 |
| 야쿠르트 | 0 | 0 | 1 | 0 | 0 | 0 | 1 | 1 | X | 3 | 7 | 0 |
| 승리 투수: 아카가와 가쓰키(1-0) 패전 투수: 디키 곤잘레스(0-1) 세이브: 무라나카 교헤이(1S) 홈런: 요미우리 – 오가사와라 미치히로(9회 1점) 야쿠르트 – 아이카와 료지(3회 1점) |   |   |   |   |   |   |   |   |   |   |   |   |

### 파이널 스테이지

#### 경기 기록
| 일시                    | 경기       | 원정팀(선공)           | 스코어 | 홈팀(후공)      | 개최 구장 |
| ----------------------- | ---------- | ---------------------- | ------ | --------------- | --------- |
| 어드밴티지              | 어드밴티지 | 도쿄 야쿠르트 스왈로스 |        | 주니치 드래건스 |           |
| 11월 2일(수)            | 1차전      | 도쿄 야쿠르트 스왈로스 | 1 - 2  | 주니치 드래건스 | 나고야 돔 |
| 11월 3일(목)            | 2차전      | 도쿄 야쿠르트 스왈로스 | 3 - 1  | 주니치 드래건스 | 나고야 돔 |
| 11월 4일(금)            | 3차전      | 도쿄 야쿠르트 스왈로스 | 2 - 1  | 주니치 드래건스 | 나고야 돔 |
| 11월 5일(토)            | 4차전      | 도쿄 야쿠르트 스왈로스 | 1 - 5  | 주니치 드래건스 | 나고야 돔 |
| 11월 6일(일)            | 5차전      | 도쿄 야쿠르트 스왈로스 | 1 - 2  | 주니치 드래건스 | 나고야 돔 |
| 승리팀: 주니치 드래건스 |            |                        |        |                 |           |

#### 1차전
- 11월 2일 - 나고야 돔

| 팀                                                                                        | 1 | 2 | 3 | 4 | 5 | 6 | 7 | 8 | 9 | R | H | E |
| 야쿠르트                                                                                  | 0 | 0 | 0 | 0 | 0 | 0 | 0 | 1 | 0 | 1 | 6 | 0 |
| 주니치                                                                                    | 1 | 0 | 1 | 0 | 0 | 0 | 0 | 0 | X | 2 | 7 | 0 |
| 승리 투수: 요시미 가즈키(1-0) 패전 투수: 마스부치 다쓰요시(0-1) 세이브: 이와세 히토키(1S) |   |   |   |   |   |   |   |   |   |   |   |   |

#### 2차전
- 11월 3일 - 나고야 돔

| 팀 | 1 | 2 | 3 | 4 | 5 | 6 | 7 | 8 | 9 | R | H | E |
| 야쿠르트 | 0 | 0 | 0 | 0 | 0 | 0 | 0 | 1 | 2 | 3 | 7 | 0 |
| 주니치 | 0 | 0 | 0 | 0 | 0 | 0 | 0 | 0 | 1 | 1 | 2 | 0 |
| 승리 투수: 이시카와 마사노리(1-0) 패전 투수: 천웨이인(0-1) 세이브: 다테야마 쇼헤이(1S) 홈런: 야쿠르트 – 이이하라 야스시(8회 1점) 주니치 – 모리노 마사히코(9회 1점) |   |   |   |   |   |   |   |   |   |   |   |   |

#### 3차전
- 11월 4일 - 나고야 돔

| 팀                                                                           | 1 | 2 | 3 | 4 | 5 | 6 | 7 | 8 | 9 | R | H | E |
| 야쿠르트                                                                     | 0 | 1 | 0 | 0 | 1 | 0 | 0 | 0 | 0 | 2 | 7 | 0 |
| 주니치                                                                       | 0 | 0 | 0 | 1 | 0 | 0 | 0 | 0 | 0 | 1 | 5 | 0 |
| 승리 투수: 토니 바넷(1-0) 패전 투수: 야마이 다이스케(0-1) 세이브: 임창용(1S) |   |   |   |   |   |   |   |   |   |   |   |   |

#### 4차전
- 11월 5일 - 나고야 돔

| 팀                                                                                                | 1 | 2 | 3 | 4 | 5 | 6 | 7 | 8 | 9 | R | H | E |
| 야쿠르트                                                                                          | 0 | 0 | 1 | 0 | 0 | 0 | 0 | 0 | 0 | 1 | 5 | 2 |
| 주니치                                                                                            | 4 | 0 | 0 | 0 | 1 | 0 | 0 | 0 | X | 5 | 8 | 1 |
| 승리 투수: 가와이 유다이(1-0) 패전 투수: 아카가와 가쓰키(0-1) 홈런: 주니치 – 토니 블랑코(5회 1점) |   |   |   |   |   |   |   |   |   |   |   |   |

#### 5차전
- 11월 6일 - 나고야 돔

| 팀 | 1 | 2 | 3 | 4 | 5 | 6 | 7 | 8 | 9 | R | H | E |
| 야쿠르트 | 0 | 0 | 0 | 0 | 0 | 0 | 0 | 0 | 1 | 1 | 5 | 0 |
| 주니치 | 0 | 0 | 0 | 0 | 0 | 2 | 0 | 0 | X | 2 | 3 | 0 |
| 승리 투수: 요시미 가즈키(2-0) 패전 투수: 다테야마 쇼헤이(0-1) 세이브: 아사오 다쿠야(1S) 홈런: 주니치 – 이바타 히로카즈(6회 2점) |   |   |   |   |   |   |   |   |   |   |   |   |

## 수상 선수
- MVP : 요시미 가즈키(주니치)

## 같이 보기
- 2011년 퍼시픽 리그 클라이맥스 시리즈
- 2011년 일본 시리즈